# Aenictus maroccanus
Aenictus maroccanus é uma espécie de formiga do gênero Aenictus.